# Перс (пьеса)
«Перс» (лат. Persa) — комедия-паллиата римского драматурга Тита Макция Плавта, которую датируют периодом между 197 и 186 годами до н. э.
Действие пьесы происходит в Афинах. Раб Токсил влюблён в гетеру Лемнисилену, принадлежащую своднику Дордалу. Он хочет выкупить возлюбленную и, не имея денег, обращается за помощью к своему другу Сагаристиону, рабу другого афинянина. Тот передаёт ему деньги, полученные от господина для совершения покупки. Токсил покупает Лемнисилену. Сагаристион, чтобы вернуть свои деньги, переодевается персом и продаёт Дордалу дочь парасита Сатуриона, выдав её за аравийскую пленницу. Сразу после этого Сатурион заявляет, что девушка — афинская гражданка, и привлекает Дордала к суду.